# Национална награда за живопис „Захари Зограф“
Националната награда „Захари Зограф“ е награда за живопис, учредена от Съюза на българските художници през 1972 година.
След известно прекъсване, връчването на наградата е подновено през 2001 година. Връчва се през май в Самоков.

## Списък на носителите на наградата
- 1972 – Светлин Русев
- 1973 – Найден Петков
- 1974 – Калина Тасева
- 1975 – Стоян Сотиров
- 1976 – Александър Поплилов
- 1977 – Ванко Урумов
- 1978 – Дечко Узунов
- 1979 – Иван Димов
- 1980 – Тома Върбанов
- 1981 – Григор Спиридонов
- 1982 – Стоян Венев
- 1983 – Димитър Киров
- 1984 – Теофан Сокеров
- 1985 – Атанас Яранов
- 1986 – Атанас Пацев
- 1987 – Любен Гайдаров
- 2001 – Георги Божилов
- 2002 – Милко Божков
- 2003 – Станислав Памукчиев
- 2004 – Николай Майсторов
- 2005 – Петър Дочев
- 2006 – Стоян Цанев[2]
- 2007 – Йордан Кацамунски[3]
- 2008 – Магда Абазова и Васил Чакъров[4]
- 2010 – Емил Стойчев[5][6]
- 2011 – Румен Скорчев[7]
- 2012 – Любомир Савинов[8][9]
- 2013 – Анета Дръгушану[10][11]
- 2014 – Илиана Дончева[12]
- 2015 – Чавдар Петров[13]
- 2016 – Захари Каменов
- 2017 – Динко Стоев[14][15]
- 2018 – Веселин Начев[16][17]
- 2019 – Вихрони Попнеделев и Андрей Даниел (посмъртно)[18]
- 2020 – Десислава Минчева[19]
- 2021 – Надежда Кутева[20]
- 2022 – Енчо Пиронков[21]